# اوليفي فانوتشي
اوليفي فانوتشي (بالفرنسية: Olivier Vannucci)‏ (24 مايو 1991 بفرنسا - ) هو لاعب كرة قدم فرنسي في مركز الدفاع. لعب مع نادي باستيا ونادي جازيليك أجاكسيو.

## وصلات خارجية
- اوليفي فانوتشي على موقع قاعدة بيانات كرة القدم.إي يو (الإنجليزية)
- اوليفي فانوتشي على موقع Soccerway.com (الإنجليزية)
- اوليفي فانوتشي على موقع AS.com (الإسبانية)